# قزل-قپچقای
قزل-قپچقای (به لاتین: Kyzyl-Kapchygay) یک قشلاق در قرقیزستان است که در شهرستان آق‌سی واقع شده‌است. قزل-قپچقای ۱٬۵۲۲ نفر جمعیت دارد و ۱٬۴۶۵ متر بالاتر از سطح دریا واقع شده‌است.